# Биберн (Германия)
Биберн (нем. Biebern) — община в Германии, в земле Рейнланд-Пфальц.
Входит в состав района Рейн-Хунсрюк. Подчиняется управлению Зиммерн. Население составляет 306 человек (на 31 декабря 2010 года). Занимает площадь 4,1 км².

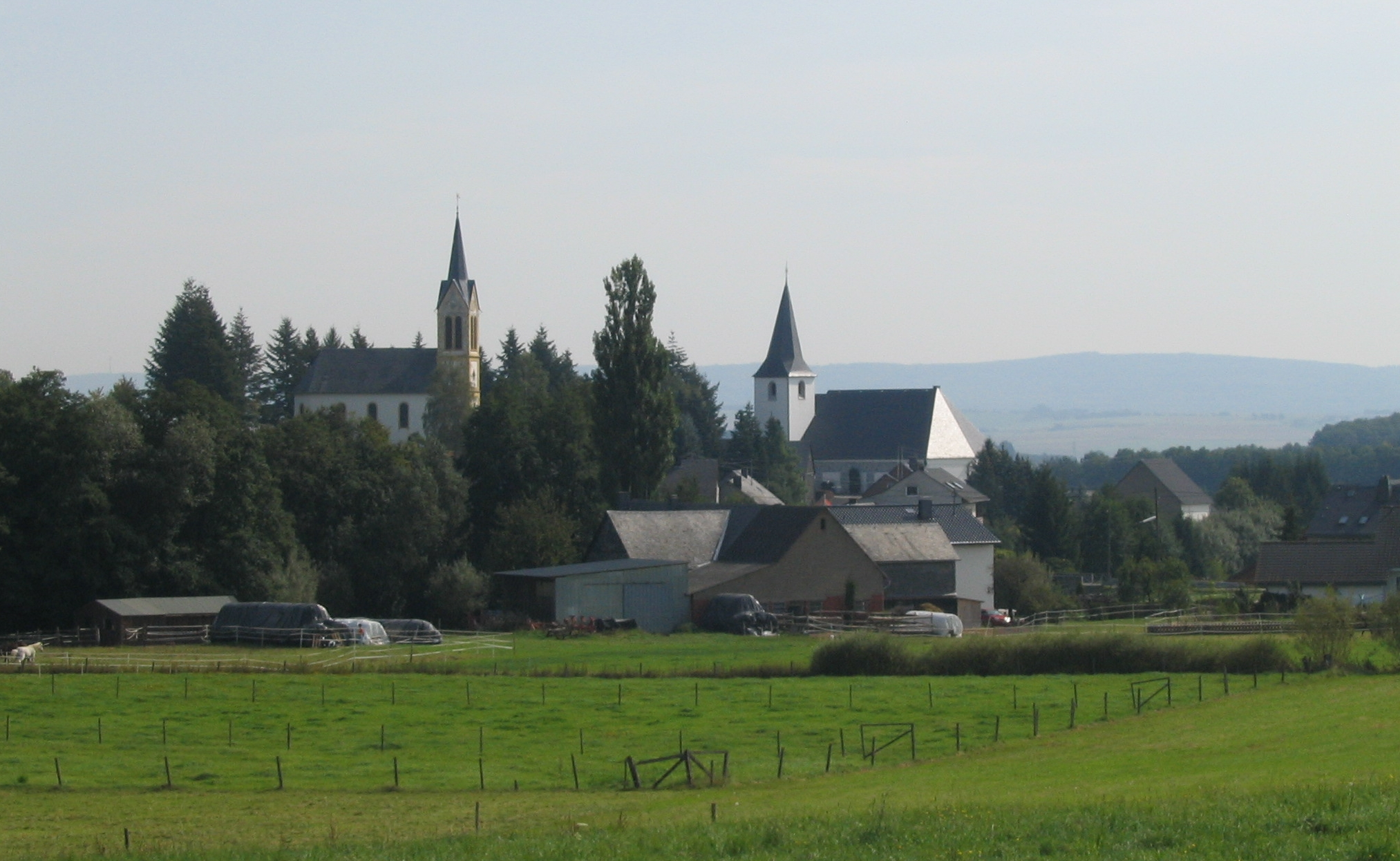
Церковь